# Gömbkoordináták
A koordinátageometriában a gömbi koordináták vagy térbeli polárkoordináta-rendszer egy háromdimenziós koordináta-rendszer, amiben a pontok helyét az origótól mért távolságuk és két szög adja meg.
Az origó középpontú gömbökön az origótól mért távolság konstans. Így ezeken a felületeken a pontok helyét két szöggel lehet meghatározni. Ezek a gömbi koordináták.  A gömbi koordináták kifejezést pontatlanul alkalmazhatják az általános esetre és a speciális esetre is. 
A gömbi koordináták a síkbeli polárkoordináta-rendszer egyik általánosítása. Egy másik általánosítás a hengerkoordináta-rendszer.

## Konvenciók

### Definíció

Egy pont gömbi koordinátái és a gömbkoordinátákkal együtt használt Descartes-koordináta-rendszer tengelyei

Egy gömbi koordináta-rendszert a háromdimenziós euklideszi térben a következők határoznak meg:
- egy {\displaystyle O} középpont, origó
- egy, az origón áthaladó irányított egyenes (pólustengely). Ez tűzi ki a pólus irányát, és ez rögzíti az egyenlítősíkot is, ami az origóban a pólusegyenesre állított merőleges sík
- egy rögzített irány az egyenlítősíkon

Gyakran egy Descartes-féle koordináta-rendszert is használnak a gömbi koordináta-rendszerrel együtt. Ekkor:
- annak origója a gömbi koordináta-rendszer origója
- annak pólustengelye a z-tengely (így az x és y-tengelyek az egyenlítősíkban vannak
- annak x-tengelye az egyenlítősíkon rögzített irány, így az y-tengely is egyértelműen meghatározott

A matematikában és a fizikában általában a következő koordinátákat használják:
- {\displaystyle r} a sugár, a pont origótól mért távolsága
- {\displaystyle \theta } vagy {\displaystyle \vartheta },[3] polárszög vagy polártávolságszög,[4] a pólusirány és az origóból a ponthoz húzott irányított szakasz szöge. Ez a szög {\displaystyle 0} és {\displaystyle \pi } közötti (0°-tól 180°-ig terjed), és a gömbfelületen egy kört határoz meg.
- {\displaystyle \varphi } vagy {\displaystyle \phi },[3] azimutszög,[4] az egyenlítősíkban rögzített irány és az origó és a pont közötti szakasz merőleges vetületének szöge. Ennek nagysága {\displaystyle -\pi }-től {\displaystyle \pi }-ig (−180°-tól 180°-ig) vagy 0-tól {\displaystyle 2\pi }-ig terjed (0°-tól 360°-ig). A hosszúsági szög megfelelője.

### Átszámítások
Minden {\displaystyle (r,\theta ,\varphi )} hármashoz hozzá van rendelve egy pont. Koordinátái a fentiek szerint választott Descartes-koordináta-rendszerben:
{\displaystyle {\begin{array}{cll}x&=&r\cdot \sin \theta \cdot \cos \varphi \\y&=&r\cdot \sin \theta \cdot \sin \varphi \\z&=&r\cdot \cos \theta \end{array}}}
Ezekbe az egyenletekbe bármely {\displaystyle r}, {\displaystyle \theta } és {\displaystyle \varphi } koordináta behelyettesíthető. Ahhoz, hogy a koordináták egyértelműek legyenek, korlátozni kell értékeiket. Általában: {\displaystyle r} nemnegatív, {\displaystyle \theta } értéke  {\displaystyle [0,\pi ]} illetve [0, 180°] eleme, és  {\displaystyle \varphi } a {\displaystyle (-\pi ,\pi ]} illetve (−180°, 180°], vagy a {\displaystyle [0,2\pi )} illetve [0, 360°) intervallumba esik.
Vannak pontok, melyeknek így is többféleképpen koordinátázhatók. A z-tengely pontjai esetén {\displaystyle \varphi } tetszőleges. Az origó számára {\displaystyle \theta } is tetszőleges. Az egyértelműség kedvéért rögzíthetjük, hogy  {\displaystyle \varphi =0}, és az origó esetén {\displaystyle \theta =0}.
A többi pont esetén a fentiek szerint választott Descartes-koordináta-rendszerben adott {\displaystyle (x,y,z)}  koordinátáikból az {\displaystyle (r,\theta ,\varphi )} gömbkoordináták a következőképpen számíthatók:
{\displaystyle {r}={\sqrt {x^{2}+y^{2}+z^{2}}}}
{\displaystyle {\theta }=\arccos {\frac {z}{\sqrt {x^{2}+y^{2}+z^{2}}}}\ =\arccos {\frac {z}{r}}\ =\ \operatorname {arcctg} {\frac {z}{\sqrt {x^{2}+y^{2}}}}}
{\displaystyle \varphi =\operatorname {arctg2} (y,x)={\begin{cases}\operatorname {arctg} \left({\frac {y}{x}}\right)&{\text{, ha }}x>0,\\\operatorname {sgn}(y){\frac {\pi }{2}}&{\text{, ha }}x=0,\\\operatorname {arctg} \left({\frac {y}{x}}\right)+\pi &{\text{, ha }}x<0\land y\geq 0,\\\operatorname {arctg} \left({\frac {y}{x}}\right)-\pi &{\text{, ha }}x<0\land y<0.\end{cases}}}
Ezek az egyenletek felteszik, hogy {\displaystyle \varphi } értéke és {\displaystyle -\pi } és {\displaystyle \pi } közötti. Ha {\displaystyle \varphi } értéke 0 és {\displaystyle 2\pi } közötti, akkor az egyenleteket ennek megfelelően kell módosítani.
Az analízisben és alkalmazásaiban a szögkoordináták többnyire ívmértékben adják meg.

## Alkalmazások
A gömbkoordinátákat gyakran használják forgásszimmetrikus rendszerek vizsgálatára. Példák: térfogatintegrálok gömbön, forgásszimmetrikus erőterek, mint például gömb alakú égitestek gravitációja, egy ponttöltés elektromos tere (lásd még: felszíni integrál). A képleteket egyszerűsíti, ha függetlenek egy vagy két gömbi koordinátától. Fontos parciális differenciálegyenletek, mint például a Laplace-egyenlet vagy a  Helmholtz-egyenlet gömbi koordinátákban a változók szétválasztásával könnyen megoldhatók.

## Alternatív jelölések
A fenti konvenció nemzetközileg használatos az elméleti fizikában. Néha a {\displaystyle \theta } és {\displaystyle \varphi } jelöléseket fordítva használják, különösen az amerikai szakirodalomban. 
A {\displaystyle \theta } nem ugyanaz, mint a földrajzi szélesség; inkább ko-szélességként definiálható. A földrajzi szélességet az egyenlítősík és az adott pont helyvektora által bezárt szög, értéke {\displaystyle -90^{\circ }} és {\displaystyle 90^{\circ }} közötti. Ha ezt {\displaystyle \phi } jelöli, akkor {\displaystyle \phi =90^{\circ }-\theta ,\theta =90^{\circ }-\phi }. Ezzel szemben {\displaystyle \varphi } minden további nélkül megfelel a {\displaystyle \lambda } földrajzi hosszúságnak.
A fenti konvenció inkonzisztens a síkbeli polárkoordináta-rendszer felépítésével. Egyes problémákhoz praktikusabb az
{\displaystyle x=r\cos \phi \,\cos \varphi }
{\displaystyle y=r\cos \phi \,\sin \varphi }
{\displaystyle z=r\sin \phi \quad }
ábrázolás. Ebben az ábrázolásban {\displaystyle \phi } a földrajzi szélesség.
Egy {\displaystyle {\vec {p}}} pont, illetve helyvektor visszatranszformációja:
{\displaystyle \phi =\arcsin(z/r)}
{\displaystyle \varphi =\operatorname {atg2} (y,x)},
ahol {\displaystyle r=|{\vec {p}}|}.

## Differenciálok transzformációja

### Jacobi-mátrix
Egy koordináta-transzformáció helyi tulajdonságait Jacobi-mátrixszal írják le. A gömbkoordináták transzformációját a fenti Descartes-féle koordináta-rendszerbe a következő mátrix írja le:
{\displaystyle J={\frac {\partial (x,y,z)}{\partial (r,\theta ,\varphi )}}={\begin{pmatrix}\sin \theta \cos \varphi &r\cos \theta \cos \varphi &-r\sin \theta \sin \varphi \\\sin \theta \sin \varphi &r\cos \theta \sin \varphi &r\sin \theta \cos \varphi \\\cos \theta &-r\sin \theta &0\end{pmatrix}}.}
A hozzá tartozó funkcionáldetermináns:
{\displaystyle \det J=r^{2}\sin \theta }
A transzformáció inverzét legegyszerűbben a {\displaystyle J} mátrix invertálásával számolhatjuk ki:
{\displaystyle J^{-1}={\frac {\partial (r,\theta ,\varphi )}{\partial (x,y,z)}}={\begin{pmatrix}\sin \theta \cos \varphi &\sin \theta \sin \varphi &\cos \theta \\{\frac {1}{r}}\cos \theta \cos \varphi &{\frac {1}{r}}\cos \theta \sin \varphi &-{\frac {1}{r}}\sin \theta \\-{\frac {1}{r}}{\frac {\sin \varphi }{\sin \theta }}&{\frac {1}{r}}{\frac {\cos \varphi }{\sin \theta }}&0\end{pmatrix}}.}
A mátrix néhány komponense olyan tört, melynek nevezője nullává válik, ha {\displaystyle \textstyle r=0} vagy {\displaystyle \textstyle \sin \theta =0}, tehát  {\displaystyle \textstyle \theta =0} vagy {\displaystyle \textstyle \pi }. Kevésbé szokásos az ábrázolás Descartes-koordinátákkal:
{\displaystyle J^{-1}={\begin{pmatrix}{\frac {x}{r}}&{\frac {y}{r}}&{\frac {z}{r}}\\\\{\frac {xz}{r^{2}{\sqrt {x^{2}+y^{2}}}}}&{\frac {yz}{r^{2}{\sqrt {x^{2}+y^{2}}}}}&{\frac {-(x^{2}+y^{2})}{r^{2}{\sqrt {x^{2}+y^{2}}}}}\\\\{\frac {-y}{x^{2}+y^{2}}}&{\frac {x}{x^{2}+y^{2}}}&0\end{pmatrix}}.}

### Differenciál, térfogatelem, felszínelem, vonalelem
A Jacobi-mátrix lehetővé teszi, hogy a differenciálok átszámítását átláthatóan átírjuk lineáris leképezéssé:
{\displaystyle {\begin{pmatrix}\mathrm {d} x\\\mathrm {d} y\\\mathrm {d} z\end{pmatrix}}=J\cdot {\begin{pmatrix}\mathrm {d} r\\\mathrm {d} \theta \\\mathrm {d} \varphi \end{pmatrix}}}
illetve
{\displaystyle {\begin{pmatrix}\mathrm {d} r\\\mathrm {d} \theta \\\mathrm {d} \varphi \end{pmatrix}}=J^{-1}\cdot {\begin{pmatrix}\mathrm {d} x\\\mathrm {d} y\\\mathrm {d} z\end{pmatrix}}}.
A  {\displaystyle \mathrm {d} V=\mathrm {d} x\,\mathrm {d} y\,\mathrm {d} z} térfogatelem egyszerűen számítható a 
{\displaystyle \det J=r^{2}\sin \theta }
funkcionáldeterminánssal, azaz:
{\displaystyle \,\mathrm {d} V=r^{2}\sin \theta \,\mathrm {d} \varphi \,\mathrm {d} \theta \,\mathrm {d} r}.
A {\displaystyle {\frac {\mathrm {d} V}{\mathrm {d} r}}} differenciállal kapjuk egy {\displaystyle r} sugarú gömbön a {\displaystyle \mathrm {d} A} felszínelemet:
{\displaystyle \mathrm {d} A=r^{2}\sin \theta \,\mathrm {d} \varphi \,\mathrm {d} \theta }.
A {\displaystyle ds} vonalelem számítható, mint:
{\displaystyle \mathrm {d} s^{2}=\mathrm {d} x^{2}+\mathrm {d} y^{2}+\mathrm {d} z^{2}=\mathrm {d} r^{2}+r^{2}\mathrm {d} \theta ^{2}+r^{2}\sin ^{2}\theta \mathrm {d} \varphi ^{2}}

### Metrika és forgatómátrix
A {\displaystyle ds} vonalelem vegyes tagjainak hiánya visszatükrözi, hogy a metrikus tenzornak sincsenek koordinátái a főátlón kívül:
{\displaystyle g=J^{T}J={\begin{pmatrix}1&0&0\\0&r^{2}&0\\0&0&r^{2}\sin ^{2}\theta \end{pmatrix}}}
A metrikus tenzor nyilván a
{\displaystyle h=\operatorname {diag} (1,r,r\sin \theta )}
diagonális mátrix négyzete. Ennek segítségével a Jacobi-mátrix írható úgy, mint {\displaystyle J=Sh}, ahol  {\displaystyle S} az
{\displaystyle S={\begin{pmatrix}\sin \theta \cos \varphi &\cos \theta \cos \varphi &-\sin \varphi \\\sin \theta \sin \varphi &\cos \theta \sin \varphi &\cos \varphi \\\cos \theta &-\sin \theta &0\end{pmatrix}}}
forgatómátrix.

## Vektormezők és operátorok transzformációja

Egy pont gömbi koordinátái a helyfüggő ortogonális bázissal

A következőkben vektorok és operátorok transzformációit mutatjuk be. Az eredmények leírásánál előnyben részesítjük a kompakt mátrixos formát. A legtöbb kijelentés és képlet a {\displaystyle z}-tengelyen kívüli pontokra vonatkozik, ahol a Jacobi-determináns nem nulla.

### A vektortérbázis transzformációja
A {\displaystyle \varphi } koordinátához tartozó {\displaystyle \mathbf {e} _{\varphi }} bázisvektor adja meg egy{\displaystyle P(r,\theta ,\varphi )}  pont mozgásirányát, ha a {\displaystyle \varphi } koordinátát a {\displaystyle d\varphi } infinitezimális mennyiséggel elmozdítjuk:
{\displaystyle \mathbf {e} _{\varphi }\sim {\frac {\partial \mathrm {P} }{\partial \varphi }}}.
Ebből
{\displaystyle \mathbf {e} _{\varphi }\sim {\frac {\partial \mathrm {P} }{\partial \varphi }}={\frac {\partial x}{\partial \varphi }}\mathbf {e} _{x}+{\frac {\partial y}{\partial \varphi }}\mathbf {e} _{y}+{\frac {\partial z}{\partial \varphi }}\mathbf {e} _{z}=-r\sin \theta \sin \varphi \mathbf {e} _{x}+r\sin \theta \cos \varphi \mathbf {e} _{y}}.
Ahhoz, hogy ortonormált bázist kapjunk, még le kell normálni az {\displaystyle e_{\varphi }} vektort:
{\displaystyle \mathbf {e} _{\varphi }=-\sin \varphi \,\mathbf {e} _{x}+\cos \varphi \,\mathbf {e} _{y}}.
Hasonlóan kapjuk az {\displaystyle e_{r}} és {\displaystyle e_{\theta }} bázisvektorokra:
{\displaystyle \mathbf {e} _{r}=\sin \theta \cos \varphi \,\mathbf {e} _{x}+\sin \theta \sin \varphi \,\mathbf {e} _{y}+\cos \theta \,\mathbf {e} _{z}}
{\displaystyle \mathbf {e} _{\theta }=\cos \theta \cos \varphi \,\mathbf {e} _{x}+\cos \theta \sin \varphi \,\mathbf {e} _{y}-\sin \theta \,\mathbf {e} _{z}}
Oszlopvektorba írva:
{\displaystyle \mathbf {e} _{r}={\begin{pmatrix}\sin \theta \cos \varphi \\\sin \theta \sin \varphi \\\cos \theta \end{pmatrix}},\qquad \mathbf {e} _{\theta }={\begin{pmatrix}\cos \theta \cos \varphi \\\cos \theta \sin \varphi \\-\sin \theta \end{pmatrix}},\qquad \mathbf {e} _{\varphi }={\begin{pmatrix}-\sin \varphi \\\cos \varphi \\0\end{pmatrix}}}
Ezek a bázisvektorok az {\displaystyle \mathbf {e} _{r},\mathbf {e} _{\theta },\mathbf {e} _{\varphi }} sorrendben jobbfogású rendszert alkotnak.
A fent bevezetett {\displaystyle S} forgatómátrixszal a transzformációk kompakt módon ábrázolhatók:
{\displaystyle (\mathbf {e} _{r},\mathbf {e} _{\theta },\mathbf {e} _{\varphi })=(\mathbf {e} _{x},\mathbf {e} _{y},\mathbf {e} _{z})\cdot S} .
Mivel {\displaystyle S} ortogonális, azért az inverz transzformáció mátrixa:
{\displaystyle (\mathbf {e} _{x},\mathbf {e} _{y},\mathbf {e} _{z})=(\mathbf {e} _{r},\mathbf {e} _{\theta },\mathbf {e} _{\varphi })\cdot S^{T}}.
Az egyes koordinátákhoz tartozó irányokat nevezik radiális, meridionális és azimutális irányoknak. Ezek a fogalmak nemcsak a csillagászatban és a földtudományokban, hanem a fizikában, a matematikában és mérnöki tudományokban is fontosak. Például a Hertz-dipólus esetén, ha az antenna kifeszítésének iránya a {\displaystyle z}-tengely, akkor a sugárzás radiális irányú, míg az elektromos erőtér meridionális, a mágneses erőtér azimutális irányban rezeg.

### Vektormező transzformációja
Egy vektornak, mint geometriai entitásnak, függetlennek kell lennie a koordináta-rendszertől:
{\displaystyle A_{x}\mathbf {e} _{x}+A_{y}\mathbf {e} _{y}+A_{z}\mathbf {e} _{z}=\mathbf {A} =A_{r}\mathbf {e} _{r}+A_{\theta }\mathbf {e} _{\theta }+A_{\varphi }\mathbf {e} _{\varphi }.}
Ez úgy teljesül, hogy:
{\displaystyle {\begin{pmatrix}A_{x}\\A_{y}\\A_{z}\end{pmatrix}}=S\cdot {\begin{pmatrix}A_{r}\\A_{\theta }\\A_{\varphi }\end{pmatrix}}}   illetve   {\displaystyle {\begin{pmatrix}A_{r}\\A_{\theta }\\A_{\varphi }\end{pmatrix}}=S^{T}\cdot {\begin{pmatrix}A_{x}\\A_{y}\\A_{z}\end{pmatrix}}}.

### A parciális deriváltak transzformációja
A parciális deriváltak szintén transzformálódnak, de normálás nélkül. A fentiekhez hasonlóan számolhatunk, de most kihagyjuk a {\displaystyle P} pontot a számlálóból, és a {\displaystyle J=Sh} Jacobi-mátrixot alkalmazzuk az {\displaystyle S} forgatómátrix helyett:
{\displaystyle \left({\frac {\partial }{\partial r}},{\frac {\partial }{\partial \theta }},{\frac {\partial }{\partial \varphi }}\right)=\left({\frac {\partial }{\partial x}},{\frac {\partial }{\partial y}},{\frac {\partial }{\partial z}}\right)\cdot J},
és az inverz transzformáció:
{\displaystyle \left({\frac {\partial }{\partial x}},{\frac {\partial }{\partial y}},{\frac {\partial }{\partial z}}\right)=\left({\frac {\partial }{\partial r}},{\frac {\partial }{\partial \theta }},{\frac {\partial }{\partial \varphi }}\right)\cdot J^{-1}}.

### A nabla-operátor transzformációja
A {\displaystyle \nabla } nabla-operátor alakja egyszerű aDescartes-koordináta-rendszerben:
{\displaystyle \mathbf {\nabla } =\mathbf {e} _{x}{\frac {\partial }{\partial x}}+\mathbf {e} _{y}{\frac {\partial }{\partial y}}+\mathbf {e} _{z}{\frac {\partial }{\partial z}}}.
A fent levezetett módon transzformálva az egységvektorokat és a parciális deriváltakat:
{\displaystyle \mathbf {\nabla } =\mathbf {e} _{r}{\frac {\partial }{\partial r}}+\mathbf {e} _{\theta }{\frac {1}{r}}{\frac {\partial }{\partial \theta }}+\mathbf {e} _{\varphi }{\frac {1}{r\sin \theta }}{\frac {\partial }{\partial \varphi }}}.
Ebben a formában alkalmazható a transzformált nabla-operátor egy gömbkoordinátákkal adott skalármező gradiensének számítására.
Egy gömbi koordinátákkal adott A vektormező divergenciájának kiszámításához tekintetbe kell venni, hogy a {\displaystyle \nabla } nemcsak az {\displaystyle A_{r},A_{\theta },A_{\varphi }} együtthatókra, hanem az A-ban implicit jelenlevő  {\displaystyle \mathbf {e} _{r},\mathbf {e} _{\theta },\mathbf {e} _{\varphi }} bázisvektorokra is:
{\displaystyle \mathbf {\nabla } \cdot \mathbf {A} ={\frac {1}{r^{2}}}{\frac {\partial }{\partial r}}(r^{2}A_{r})+{\frac {1}{r\sin \theta }}{\frac {\partial }{\partial \theta }}(\sin \theta A_{\theta })+{\frac {1}{r\sin \theta }}{\frac {\partial }{\partial \varphi }}A_{\varphi }.}
Ugyanerre a rotáció számításánál is ügyelni kell:
{\displaystyle \mathbf {\nabla } \times \mathbf {A} ={1 \over r\sin \theta }\left({\partial  \over \partial \theta }(A_{\varphi }\sin \theta )-{\partial A_{\theta } \over \partial \varphi }\right)\mathbf {e} _{r}+{1 \over r}\left({1 \over \sin \theta }{\partial A_{r} \over \partial \varphi }-{\partial  \over \partial r}(rA_{\varphi })\right)\mathbf {e} _{\theta }+{1 \over r}\left({\partial  \over \partial r}(rA_{\theta })-{\partial A_{r} \over \partial \theta }\right)\mathbf {e} _{\varphi }}

### A Laplace-operátor transzformációja
Ha az A vektormező divergenciaoperátorát behelyettesítjük a {\displaystyle \nabla } gradiensoperátorba, akkor a Laplace-operátorhoz jutunk:
{\displaystyle \mathbf {\Delta } =\mathbf {\nabla } ^{2}={\frac {1}{r^{2}}}{\frac {\partial }{\partial r}}\left(r^{2}{\frac {\partial }{\partial r}}\right)+{\frac {1}{r^{2}\sin \theta }}{\frac {\partial }{\partial \theta }}\left(\sin \theta {\frac {\partial }{\partial \theta }}\right)+{\frac {1}{r^{2}\sin ^{2}\theta }}{\frac {\partial ^{2}}{\partial \varphi ^{2}}}}.
illetve
{\displaystyle \mathbf {\Delta } ={\frac {\partial ^{2}}{\partial r^{2}}}+{\frac {2}{r}}{\frac {\partial }{\partial r}}+{\frac {1}{r^{2}}}{\frac {\partial ^{2}}{\partial \theta ^{2}}}+{\frac {1}{r^{2}}}{\frac {\cos \theta }{\sin \theta }}{\frac {\partial }{\partial \theta }}+{\frac {1}{r^{2}\sin ^{2}\theta }}{\frac {\partial ^{2}}{\partial \varphi ^{2}}}}.

## Általánosítás további dimenziókra
A gömbi koordináták egy általánosítása {\displaystyle n} dimenzióra:
{\displaystyle {\begin{aligned}x_{1}&=r\cos(\phi _{1})\\x_{2}&=r\sin(\phi _{1})\cos(\phi _{2})\\x_{3}&=r\sin(\phi _{1})\sin(\phi _{2})\cos(\phi _{3})\\&{}\,\,\,\vdots \\x_{n-1}&=r\sin(\phi _{1})\cdots \sin(\phi _{n-2})\cos(\phi _{n-1})\\x_{n}&=r\sin(\phi _{1})\cdots \sin(\phi _{n-2})\sin(\phi _{n-1})\end{aligned}}}
Belátható, hogy ez az  {\displaystyle n=2} esetben a polárkoordinátákat és {\displaystyle n=3} esetén a gömbkoordinátákat adja.
A szögek számítása:
{\displaystyle {\begin{aligned}\operatorname {tg} (\phi _{n-1})&={\frac {x_{n}}{x_{n-1}}}\\\operatorname {tg} (\phi _{n-2})&={\frac {\sqrt {{x_{n}}^{2}+{x_{n-1}}^{2}}}{x_{n-2}}}\\&{}\,\,\,\vdots \\\operatorname {tg} (\phi _{1})&={\frac {\sqrt {{x_{n}}^{2}+{x_{n-1}}^{2}+\cdots +{x_{2}}^{2}}}{x_{1}}}\end{aligned}}}
Átszámozással rekurziós képletet kapunk a szögekre:
{\displaystyle {\begin{aligned}x_{n}&=r\cos(\phi _{n-1})\\x_{n-1}&=r\sin(\phi _{n-1})\cos(\phi _{n-2})\\x_{n-2}&=r\sin(\phi _{n-1})\sin(\phi _{n-2})\cos(\phi _{n-3})\\&{}\,\,\,\vdots \\x_{2}&=r\sin(\phi _{n-1})\cdots \sin(\phi _{2})\cos(\phi _{1})\\x_{1}&=r\sin(\phi _{n-1})\cdots \sin(\phi _{2})\sin(\phi _{1})\end{aligned}}}
Ahonnan adódnak a következő szögek:
{\displaystyle \left\Vert {\vec {L}}_{k}\right\Vert =\operatorname {sgn}(x_{k}){\sqrt {x_{k}^{2}+\left\Vert {\vec {L}}_{k-1}\right\Vert ^{2}}}={\frac {x_{k}}{\left\Vert x_{k}\right\Vert }}{\sqrt {x_{k}^{2}+\left\Vert {\vec {L}}_{k-1}\right\Vert ^{2}}}}
ahol {\displaystyle \left\Vert {\vec {L}}_{0}\right\Vert =0} és
{\displaystyle \operatorname {tg} (\phi _{k})={\frac {\sqrt {x_{k}^{2}+\left\Vert {\vec {L}}_{k-1}\right\Vert ^{2}}}{x_{k+1}}}={\frac {\left\Vert {\vec {L}}_{k}\right\Vert }{x_{k+1}}}}
A sugár:
{\displaystyle r=\left\Vert {\vec {L}}_{n}\right\Vert }
Az árkusz tangens miatt esetszétválasztás adódik a megfelelő Descartes-koordinátával bezárt szögre, ahol is a képleteket kiterjesztjük az {\displaystyle \arctan(\pm \,\infty )=\pm \,{\tfrac {\pi }{2}}} határértékekre is:
{\displaystyle {\begin{aligned}\phi _{k}={\begin{cases}\operatorname {arctg} \left({\frac {\left\Vert {\vec {L}}_{k}\right\Vert }{x_{k+1}}}\right)+\pi ,&{\text{(1) ha: }}x_{k+1}<0\;\land \;k=n-1\\\operatorname {arctg} \left({\frac {\left\Vert {\vec {L}}_{k}\right\Vert }{x_{k+1}}}\right),&{\text{(2) ha: }}{\text{nem (1)}}\land \;{\text{nem (3)}}\\0,&{\text{(3) ha: }}x_{k+1}=\left\Vert {\vec {L}}_{k}\right\Vert =0\\\end{cases}}\end{aligned}}}
Innen látszik, hogy {\displaystyle {\begin{aligned}{\vec {L}}_{k}\end{aligned}}} mindig kétdimenziós vektor, ha {\displaystyle {\begin{aligned}k>0\end{aligned}}}.

### Jacobi-mátrix
A gömbkoordináták Jacobi-mátrixa a fenti számozás szerint:
{\displaystyle J=\left({\begin{matrix}\cos(\phi _{1})&-r\sin(\phi _{1})&0&0&\cdots &0\\\sin(\phi _{1})\cos(\phi _{2})&r\cos(\phi _{1})\cos(\phi _{2})&-r\sin(\phi _{1})\sin(\phi _{2})&0&\cdots &0\\\vdots &\vdots &\ddots &\ddots &\ddots &\vdots \\\vdots &\vdots &\ddots &\ddots &\ddots &0\\\sin(\phi _{1})\cdots \sin(\phi _{n-2})\cos(\phi _{n-1})&r\cos(\phi _{1})\cdots \sin(\phi _{n-2})\cos(\phi _{n-1})&\cdots &\cdots &\cdots &-r\sin(\phi _{1})\cdots \sin(\phi _{n-2})\sin(\phi _{n-1})\\\sin(\phi _{1})\cdots \sin(\phi _{n-2})\sin(\phi _{n-1})&r\cos(\phi _{1})\cdots \sin(\phi _{n-2})\sin(\phi _{n-1})&\cdots &\cdots &\cdots &r\sin(\phi _{1})\cdots \sin(\phi _{n-2})\cos(\phi _{n-1})\end{matrix}}\right)}
Determinánsa:
{\displaystyle \det J_{(n)}=r^{n-1}\sin(\phi _{1})^{n-2}\sin(\phi _{2})^{n-3}\cdots \sin(\phi _{n-2})=\displaystyle r^{n-1}\cdot \prod _{k=2}^{n-1}\left(\sin(\phi _{n-k})\right)^{k-1}\quad n\geq 2}
A determináns normája fölötti integrál kifejezhető a  {\displaystyle \Gamma }-függvény segítségével:
{\displaystyle \int _{0}^{R}\int _{0}^{2\pi }\int _{0}^{\pi }\dots \int _{0}^{\pi }|\det J_{(n)}|\,{\text{d}}\phi _{1}\dots {\text{d}}\phi _{n-2}{\text{d}}\phi _{n-1}{\text{d}}r={\frac {2\pi R^{n}}{n}}\cdot \prod _{k=2}^{n-1}\int _{0}^{\pi }(\sin(\phi _{n-k}))^{k-1}{\text{d}}\phi _{n-k}={\frac {2\pi R^{n}}{n}}\cdot \prod _{k=2}^{n-1}{\frac {{\sqrt {\pi }}\;\Gamma \left({\frac {k}{2}}\right)}{\Gamma \left({\frac {k+1}{2}}\right)}}={\frac {{\sqrt {\pi }}^{n}R^{n}}{\Gamma \left({\frac {n}{2}}+1\right)}}\quad n\geq 2}
ami megfelel az {\displaystyle n}-dimenziós hipergömb térfogatának:
{\displaystyle V_{n}(R)={\frac {{\sqrt {\pi }}^{n}R^{n}}{\Gamma \left({\frac {n}{2}}+1\right)}}}

#### Példák
2D:
{\displaystyle \int _{0}^{R}\int _{0}^{2\pi }r\mathrm {d} \phi _{1}\mathrm {d} r=\pi R^{2}}
3D:
{\displaystyle \int _{0}^{R}\int _{0}^{2\pi }\int _{0}^{\pi }r^{2}\sin(\phi _{2}){\text{d}}\phi _{2}{\text{d}}\phi _{1}{\text{d}}r={\frac {4\pi R^{3}}{3}}}
4D:
{\displaystyle \int _{0}^{R}\int _{0}^{2\pi }\int _{0}^{\pi }\int _{0}^{\pi }r^{3}\sin ^{2}(\phi _{1})\sin(\phi _{2}){\text{d}}\phi _{1}{\text{d}}\phi _{2}{\text{d}}\phi _{3}{\text{d}}r={\frac {\pi ^{2}R^{4}}{2}}}

#### Egy részletes példa
Az {\displaystyle n=3} esetben a {\displaystyle x,y,z} tengelyekkel:
{\displaystyle {\begin{aligned}x_{3}&=z=r\cos(\phi _{2})\\x_{2}&=x=r\sin(\phi _{2})\cos(\phi _{1})\\x_{1}&=y=r\sin(\phi _{2})\sin(\phi _{1})\\\end{aligned}}}
Ekkor a szögek:
{\displaystyle {\begin{aligned}\operatorname {tg} (\phi _{2})={\frac {\left\Vert {\vec {L}}_{2}\right\Vert }{x_{3}}}&={\frac {\sqrt {x_{2}^{2}+x_{1}^{2}}}{x_{3}}}={\frac {\sqrt {x^{2}+y^{2}}}{z}}\\\operatorname {tg} (\phi _{1})={\frac {\left\Vert {\vec {L}}_{1}\right\Vert }{x_{2}}}&={\frac {\sqrt {x_{1}^{2}}}{x_{2}}}={\frac {y}{x}}\end{aligned}}}

### Funkcionáldetermináns
A gömbi koordináták transzformációjának Descartes-koordináta-rendszerbe:
{\displaystyle \det {\frac {\partial (x_{1},\dotsc ,x_{n})}{\partial (r,\vartheta _{1},\dotsc ,\vartheta _{n-2},\varphi )}}=r^{n-1}\sin \vartheta _{1}\left(\sin \vartheta _{2}\right)^{2}\dotsm \left(\sin \vartheta _{n-2}\right)^{n-2}}
Ezzel az {\displaystyle n}-dimenziós térfogatelem:
{\displaystyle {\begin{matrix}\mathrm {d} V&=&r^{n-1}\sin \vartheta _{1}\left(\sin \vartheta _{2}\right)^{2}\dotsm \left(\sin \vartheta _{n-2}\right)^{n-2}\mathrm {d} r\ \mathrm {d} \varphi \ \mathrm {d} \vartheta _{1}\dotsm \mathrm {d} \vartheta _{n-2}\\&=&r^{n-1}\ \mathrm {d} r\ \mathrm {d} \varphi \ \prod \limits _{j=1}^{n-2}(\sin \vartheta _{j})^{j}\ \mathrm {d} \vartheta _{j}\end{matrix}}.}

## Forrás
- Matroids Matheplanet: Einführung in die Vektoranalysis (als PDF) von Eckard Specht

## Fordítás
Ez a szócikk részben vagy egészben  a   Kugelkoordinaten című német Wikipédia-szócikk fordításán alapul.  Az eredeti cikk szerkesztőit annak laptörténete sorolja fel. Ez a jelzés csupán a megfogalmazás eredetét és a szerzői jogokat jelzi, nem szolgál a cikkben szereplő információk forrásmegjelöléseként.